# Omphalina wallacei
Omphalina wallacei är en lavart som beskrevs av P.D. Orton 1984. Omphalina wallacei ingår i släktet Omphalina och familjen Tricholomataceae.   Inga underarter finns listade i Catalogue of Life.